# Olympische Sommerspiele 1936/Teilnehmer (China)
| Gelbes Symbol für Goldmedaillen mit stilisierten Olympischen Ringen | Graues Symbol für Silbermedaillen mit stilisierten Olympischen Ringen | Braundes Symbol für Bronzemedaillen mit stilisierten Olympischen Ringen |
| ------------------------------------------------------------------- | --------------------------------------------------------------------- | ----------------------------------------------------------------------- |
| —                                                                   | —                                                                     | —                                                                       |

Die Republik China nahm an den Olympischen Sommerspielen 1936 in Berlin mit einer Delegation von 54 Athleten teil.

## Teilnehmer nach Sportarten

### Basketball
- Feng Niehhwa
- Hsu Chaohsung
- Li Shaotang
- Liu Baocheng
- Liu Yunchang
- Mon Tsyun
- Shen Yikung
- Tsai Yenhung
- Wang Hungpin
- Wang Shihsuan
- Wang Yutseng
- Wong Nanchen
- Yu Chinghsiao

### Boxen
- Chin Kuai-ti
- Wang Yunlan

### Fußball
- Ye Beihua
- Xu Yahui
- Tan Jiangbai
- Sun Jinshun
- Li Tiansheng
- Li Huitang
- Huang Meishun
- Feng Jingxiang
- Chen Zhenhe
- Cao Guicheng
- Bao Jiaping

### Gewichtheben
- Own Kongding
- Seng Liang
- Wong Saehkee

### Leichtathletik
- Chang Chanchiu
50 km Gehen, Männer: 25.
- Chia Gwechang
Weitsprung, Männer: ausgeschieden im Vorkampf
Dreisprung, Männer: ausgeschieden im Vorkampf
- Chen Baoqiu
Kugelstoßen, Männer: ausgeschieden im Vorkampf
- Chen Kingkwan
4 × 400 m Staffel, Männer: ausgeschieden im Vorlauf
- Chang Singchow
Zehnkampf, Männer: Wettkampf nicht beendet
- Chao Yuyen
50 km Gehen, Männer: 24.
- Fu Baolu
Stabhochsprung, Männer: ausgeschieden im Halbfinale
- Hoh Chunde
Weitsprung, Männer: ausgeschieden im Vorkampf
Speerwurf, Männer: ausgeschieden im Vorkampf
- Guo Jie
Diskuswurf, Männer: ausgeschieden im Vorkampf
- Jia Lianren
1500 m, Männer: ausgeschieden im Vorlauf
- Li Sen
100 m, Frauen: Vorlauf nicht beendet
- Lin Shaozhou
110 m Hürden, Männer: ausgeschieden im Vorlauf
- Ling Peigeng
110 m Hürden, Männer: Vorlauf nicht beendet
- Liu Changchun
4 × 400 m Staffel, Männer: ausgeschieden im Vorlauf
- Poh Kimseng
4 × 400 m Staffel, Männer: ausgeschieden im Vorlauf
- Situ Guong
Weitsprung, Männer: ausgeschieden im Vorkampf
Dreisprung, Männer: ausgeschieden im Vorkampf
- Leonard Tay
400 m, Männer: ausgeschieden im Vorlauf
- Cai Tsungyi
50 km Gehen, Männer: 22.
- Wang Shilin
Dreisprung, Männer: ausgeschieden im Vorkampf
- Wang Zhenglin
Marathon, Männer: 40.
- Huang Yingjie
110 m Hürden, Männer: Vorlauf nicht beendet
4 × 400 m Staffel, Männer: ausgeschieden im Vorlauf
- Wu Bixian
Hochsprung, Männer: ausgeschieden im Vorkampf

### Radsport
- Howard Wing

### Schwimmen
- Charlie Chan
- Yeung Sauking